# Jukka Virtanen (Eishockeyspieler)
Jukka Einar Virtanen (* 15. Juli 1959 in Turku) ist ein ehemaliger finnischer Eishockeyspieler.

## Karriere
Jukka Virtanen begann seine Karriere als Eishockeyspieler bei Ässät Pori, für dessen Profimannschaft er von 1979 bis 1983 in der SM-liiga, der höchsten finnischen Spielklasse, aktiv war. Anschließend wechselte der Verteidiger zu TPS Turku, mit dem er in den Jahren 1989, 1990, 1991 und 1993 insgesamt vier Mal Finnischer Meister wurde. Im Anschluss an die Saison 1992/93 beendete er seine Karriere im Alter von 34 Jahren. 

### International
Für Finnland nahm Virtanen an den Weltmeisterschaften 1986 und 1987 teil. Zudem stand er im Aufgebot seines Landes bei den Olympischen Winterspielen 1988 in Calgary teil, bei denen er mit seiner Mannschaft die Silbermedaille gewann.

## Erfolge und Auszeichnungen
- 1989 Finnischer Meister mit TPS Turku
- 1990 Finnischer Meister mit TPS Turku
- 1991 Finnischer Meister mit TPS Turku
- 1993 Finnischer Meister mit TPS Turku

### International
- 1988 Silbermedaille bei den Olympischen Winterspielen